# 山田康介
山田 康介（やまだ こうすけ、1976年 - ）は、日本の撮影監督である。

## 経歴
1976年、福岡県久留米市に生まれる。
自宅の向かいにレンタルビデオ店があったため、幼少期から映画に親しんでいた。ラグビー部に所属していた高校生の頃、『セブン』に衝撃を受けて、映画の撮影に興味を持つようになる。地元の映画館で日本映画学校（現・日本映画大学）のパンフレットを手に取ったことがきっかけとなり、同校に入学する。日本映画学校2年生の頃、『モスラ2 海底の大決戦』で初めて映画製作の現場に足を踏み入れる。
日本映画学校の第11期を卒業したのち、東宝映画に入社。ゴジラミレニアムシリーズで撮影助手を担当。『赤い月』『単騎、千里を走る。』『憑神』『剱岳 点の記』の4本では、木村大作の撮影助手を務めた。2011年、『神様のカルテ』で撮影監督を務める。2015年、『神様のカルテ2』で第58回三浦賞を受賞する。
『シン・ゴジラ』にて第40回日本アカデミー賞最優秀撮影賞を受賞。同作品でおおさかシネフェス2017撮影賞受賞。
『羊と鋼の森』にて第72回日本映画テレビ技術協会映像技術賞を受賞。

## フィルモグラフィー

### 長編映画
- 神様のカルテ（2011年）[2]
- 僕等がいた 前篇（2012年）[1]
- 僕等がいた 後篇（2012年）[1]
- 県庁おもてなし課（2013年）[1]
- 青天の霹靂（2014年）[1]
- 神様のカルテ2（2014年）
- ホットロード（2014年）
- アオハライド（2014年）
- ストロボ・エッジ（2015年）[1][2]
- シン・ゴジラ（2016年）[1][2]
- ぼくは明日、昨日のきみとデートする（2016年）[2]
- 先生!、、、好きになってもいいですか?（2017年）
- 未成年だけどコドモじゃない（2017年）
- 羊と鋼の森（2018年）
- フォルトゥナの瞳（2019年）
- 劇場版 そして、生きる（2019年）
- サイレント・トーキョー（2020年）
- 劇場版 がんばれ!TEAM NACS（2021年）
- シン・ゴジラ：オルソ（2023年）- 撮影 / 監修協力
- ディア・ファミリー（2024年）

### 短編映画
- 青 chong（2001年）

### オリジナルビデオ
- 顔無月（2003年）

### テレビドラマ
- 翳りゆく夏（2015年）
- 闇の伴走者（2015年）
- コールドケース 〜真実の扉〜（2016年）[1]
- コールドケース2 〜真実の扉〜（2018年）
- 闇の伴走者～編集長の条件（2018年）
- 坂の途中の家（2019年）
- そして、生きる（2019年）
- コールドケース3 〜真実の扉〜（2020年）
- がんばれ!TEAM NACS（2021年）- 撮影監督[7]
- さよならのつづき（2024年）- 撮影監督